# مانويل سالا
مانويل سالا (5 مايو 1982 بأنغولا - ) هو لاعب كرة قدم أنغولي في مركز الدفاع. شارك مع منتخب أنغولا لكرة القدم.

## وصلات خارجية
- مانويل سالا على موقع قاعدة بيانات كرة القدم.إي يو (الإنجليزية)
- مانويل سالا على موقع ناشيونال فوتبول تيمز (الإنجليزية)